# آندگ
آندگ (به لاتین: Andeg) یک شهرک در روسیه است که در استان آرخانگلسک واقع شده‌است.